# I nani di Mantova
I nani di Mantova è un racconto per ragazzi dell'autore italiano Gianni Rodari uscito nel 1980, anno della sua morte.

## Trama
I nani che vivono alla corte dei Gonzaga di Mantova sono stanchi di essere trattati come animali in gabbia e di sopportare i continui lazzi del buffone Rigoletto. Uno di loro, di nome Fagiolino, esce dal palazzo per cercare di scoprire il segreto che consenta loro di crescere. Esplorando la città giunge in Palazzo Te e interroga le figure dipinte sulle pareti della Sala dei Giganti. Una di queste gli risponde che essi sono nani "perché vivono nell'appartamento dei nani".
Tornato al Palazzo Ducale, Fagiolino trova il capitano Bombardo, capo delle guardie, che porta un ordine del duca: per far divertire la corte, i nani dovranno lottare tra di loro. Questi però, per l'indignazione, si rifiutano e fuggono dal palazzo; Gilda, la figlia di Rigoletto, li nasconde in casa per la notte, poi essi si sparpagliano per la città e si mettono a lavorare per guadagnarsi da vivere. 
Il duca, pensando che i nani siano stati rapiti, manda Bombardo a leggere un bando che assicura una ricompensa a chi darà informazioni sulla loro sorte. Il capo delle guardie riesce così a scoprire dove si celano, ma gli amici dei nani danno una lezione a Bombardo e ai suoi armigeri: i nani possono restare liberi.

## Edizioni
- Gianni Rodari, I nani di Mantova, collana C'era non c'era, illustrazioni di Maria Concetta Mercanti, Teramo, Lisciani & Giunti, 1980.
- Gianni Rodari, I nani di Mantova, collana C'era non c'era, illustrazioni di Maria Concetta Mercanti, Teramo, Giunti Lisciani, 1990, ISBN 88-09-50073-3.
- Gianni Rodari, I nani di Mantova, collana GRU (Giunti ragazzi universale). Under 7, illustrazioni di Daniela De Luca, Firenze, Giunti, 1995, ISBN 88-09-20741-6.
- Gianni Rodari, I nani di Mantova, collana Leggo io, illustrazioni di Daniela De Luca, Firenze, Giunti junior, 2000, ISBN 88-09-01787-0.